# Les Petites Marguerites
Pour plus de détails, voir Fiche technique et Distribution.
Les Petites Marguerites (Sedmikrásky) est une comédie expérimentale satirique co-écrite et réalisée par Věra Chytilová, sortie en 1966.
Considéré comme un pilier de la Nouvelle Vague tchécoslovaque,, le film présente l'histoire de deux jeunes filles, toutes deux appelées Marie, qui, en réponse au mal dans le monde, décident de devenir dépravées à leur tour.

## Synopsis
La séquence d'ouverture montre des images de guerre enregistrées par l'armée américaine dans le Pacifique durant la Seconde Guerre mondiale. La Tchécoslovaquie, à cette époque, vit des changements politiques turbulents. Les deux Marie, assises à discuter en bikini avec nonchalance, constatent ensemble que le monde entier devient mauvais. Marie I (Jitka Cerhová) a une illumination, et Marie II (Ivana Karbanová) comprend ce qu'elle a derrière la tête : devenir mauvaises à leur tour — « dévergondées » disent-elles.
Elles sont ensuite transportées dans un nouveau monde abondant de beauté, cette fois-ci les yeux excessivement maquillés de noir. Elles y retrouvent un arbre rempli de fruits. Marie II cueille une pêche et la mange. L'action se poursuit soudainement dans leur appartement, dans lequel Marie I force Marie II à recracher le morceau de pêche.
Elles s'ennuient et décident de sortir. Le reste du film montre les deux jeunes femmes commettant une série de mauvaises actions : elles deviennent violentes l'une envers l'autre, séduisent des hommes par intérêt, volent, détruisent des objets, dérangent des personnes, provoquent des incendies, gaspillent de la nourriture, etc.
Elles tentent de devenir le plus méprisable possible et refusent d'accorder une signification à leurs gestes. À travers le film, les deux Marie ont cet échange à plusieurs reprises :   
« Vadí ? Nevadí. »
« Est-ce important ? Non, ça ne l'est pas. »
Le film prend un brusque tournant lorsque les deux Marie découvrent un festin dans un entrepôt abandonné. Après avoir mangé de chaque assiette et bu de chaque verre, elles se déshabillent, détruisent la pièce, dansent sur la table, les pieds dans la nourriture. Elles grimpent au lustre, se balancent, le lustre se décroche et elles se retrouvent projetées dans l'eau. La narration explique qu'il s'agit de leur seul destin en tant que dépravées. Elles appellent à l'aide, promettant qu'elles ne veulent plus faire de mal. La scène revient à la salle du festin, et les deux Marie tentent de tout nettoyer et de replacer porcelaine et verres, maintenant sales et brisés, bien en place sur la table. Puis elles s'allongent sur la table ; mais leur destin est scellé : l'énorme lustre au-dessus d'elles se détache, et les écrase.

Le film se termine comme il a débuté, avec des images de guerre. Sur fond sonore de coups de feu de mitraillette, l'épigraphe du film s'inscrit sur la dernière séquence : 

« Ce film est dédié à ceux dont la seule source d'indignation est une salade piétinée. »

## Fiche technique
- Titre francophone : Les Petites Marguerites
- Titre original : Sedmikrásky
- Réalisation : Věra Chytilová
- Scénario : Věra Chytilová, Ester Krumbachová et Pavel Juráček
- Musique : Jiří Šlitr et Jirí Sust
- Décors : Karel Lier
- Photographie : Jaroslav Kučera
- Montage : Miroslav Hájek
- Société de production : Filmové Studios Barrandov
- Pays de production :  Tchécoslovaquie
- Format : couleur/noir et blanc - 4:3
- Durée : 74 minutes
- Dates de sortie :
  - France : 15 novembre 1967 (sortie nationale), 31 août 2022 (remasterisation)

## Distribution
- Jitka Cerhová : Marie I
- Ivana Karbanová : Marie II
- Julius Albert : un homme

## Production

### Genèse et développement
Initialement prévu comme une satire de la décadence de la bourgeoisie, le film s'adresse à ceux qui sont attachés aux règles et la réalisatrice l'a qualifié de « nécrologie sur un mode de vie négatif ». Le film inverse également les idées stéréotypées sur les femmes et les redessine au profit d'héroïnes. Le film est également un cadre du cinéma féministe considéré comme critique de l'autoritarisme, du communisme soviétique et du patriarcat,, et a été interdit dans les cinémas ou à l'exportation en République socialiste tchécoslovaque.
Aujourd'hui, le film est consacré comme l'un des meilleurs films du cinéma tchèque,.

## Distinction

### Récompense
- 1969 : Union de la critique de cinéma : Grand prix